# 埃尔斯河畔圣科隆布
埃尔斯河畔圣科隆布（法語：Sainte-Colombe-sur-l'Hers，法語發音：[sɛ̃t kɔlɔ̃b syʁ lɛʁs] ⓘ）是法国奥德省的一个市镇，属于利穆区。

## 地理
埃尔斯河畔圣科隆布（42°57'9"N, 1°57'58"E）面积10.61 平方千米，位于法国奧克西塔尼大區奥德省，该省份为法国南部沿海省份，北起塔恩省，西北接上加龙省，西接阿列日省，南至东比利牛斯省，东临地中海，东北与埃罗省接壤。
与埃尔斯河畔圣科隆布接壤的市镇（或旧市镇、城区）包括：莱斯帕鲁、蒙贝勒、勒佩拉、里韦勒。

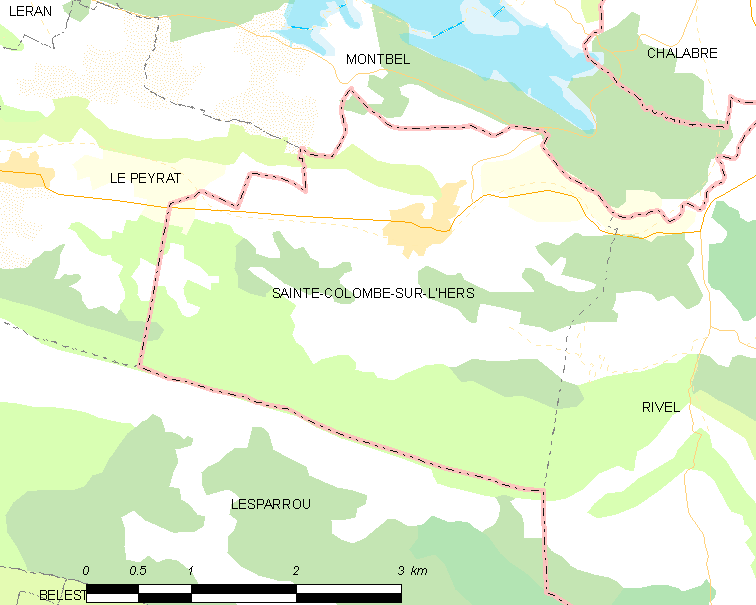
埃尔斯河畔圣科隆布的OSM定位图

埃尔斯河畔圣科隆布的时区为UTC+01:00、UTC+02:00（夏令时）。

## 行政
埃尔斯河畔圣科隆布的邮政编码为11230，INSEE市镇编码为11336。

## 政治
埃尔斯河畔圣科隆布所属的省级选区为上奥德河谷县。

## 人口

1962-2008年间埃尔斯河畔圣科隆布人口变化图示

埃尔斯河畔圣科隆布于2022年1月1日时的人口数量为444人。